# Cléopâtre : La Reine du Nil
Pour les articles homonymes, voir Cléopâtre.
 (août 2016).
Si vous disposez d'ouvrages ou d'articles de référence ou si vous connaissez des sites web de qualité traitant du thème abordé ici, merci de compléter l'article en donnant les références utiles à sa vérifiabilité et en les liant à la section « Notes et références ».
Cléopâtre : La Reine du Nil est une extension du jeu vidéo de gestion de type city-builder Pharaon, publié en 2000.
L'histoire du jeu suit celle de Pharaon avec de nouvelles missions, de nouveaux monuments, de nouvelles ressources, de nouveaux besoins pour les citoyens ainsi que de nouveaux ennemis.
Cette extension a été plutôt bien accueillie par la critique trouvant bonnes les améliorations par rapport à Pharaon. Toutefois, les différents critiques ont en général trouvé le jeu trop facile et trop court vis-à-vis de Pharaon.  

## Accueil
| Cléopâtre : La Reine du Nil |      |       |
| Média                       | Pays | Notes |
| Computer Gaming World       | USA  | 4/5   |
| GameSpot                    | USA  | 75 %  |
| Jeuxvideo.com               | FR   | 16/20 |
| Joystick                    | FR   | 84 %  |